# William de Braose

Armas atribuidas a este William de Braose por Matthew París (ver Aspilogia II, MP IV No7)

William de Braose, (o William de Briouze), IV Lord de Bramber (1144/1153 - 9 de agosto de 1211), favorito de la corte de Juan I de Inglaterra, en la cumbre de su poder, fue también Señor de Gower, Abergavenny, Brecknock, Builth, Radnor, Kington, Limerick, Glamorgan, Skenfrith, Briouze en Normandía, Grosmont, y White Castle.

## Linaje
William fue el miembro más notable de la dinastía de Braose. Su ascenso y súbita caída a manos de Juan I es a menudo tomado como ejemplo de la arbitraria y caprichosa conducta del rey hacia sus barones.
William era hijo de William de Braose, III Señor de Bramber y su mujer Bertha de Hereford, también conocida como Bertha de Pitres, (n. 1130) hija de Miles Fitz Walter, Conde de Hereford y su mujer, Sibyl, hija de Bernard de Neufmarché. De su padre heredó el Rape de Bramber, en Sussex, y a través de su madre heredó una gran propiedad en las Marcas Galesas en el actual Monmouthshire.

## Masacre de Abergavenny
En 1175, William de Braose llevó a cabo la Masacre de Abergavenny, engañando a tres príncipes y varios líderes galeses para matarlos. Su antagonista principal era Seisyll ap Dyfnwal, de Castell Arnallt cerca de Llanover en el valle del Río Usk cerca de Abergavenny, a quien culpaba por la muerte de su tío Henry. Después de haber invitado a los dirigentes galeses a un festín de Navidad en Abergavenny Castillo bajo la pretensión de paz y el comienzo de una nueva era nueva a finales del año (una época tradicional para resolver diferencias entre los galeses),  les hizo asesinar por sus hombres. Esto provocó una gran hostilidad contra él en Gales, donde era conocido como el "Ogro de Abergavenny". Gerald de Gales es indulgente con él y enfatiza su piedad y la de su mujer y su generosidad con los prioratos de Abergavenny y Brecon. No obstante, se cree que William de Braose hizo capturar y asesinar al hijo de Seisyll ap Dyfnwal, Cadwaladr, de sólo siete años.
En 1192 William de Braose fue nombrado sheriff de Herefordshire, un cargo que ejerció hasta 1199. En 1196 fue hecho justiciar itinerante para Staffordshire. En 1195 acompañó a Ricardo I a Normandía y en 1199, luchó junto a él en Châlus, donde el rey fue mortalmente herido. Apoyó entonces la reclamación de Juan al trono de Inglaterra, y representó al nuevo rey, haciendo varias concesiones reales.

## La desaparición de Arturo I, Duque de Bretaña
En 1203, William de Braose fue puesto a cargo de Arturo de Bretaña, al que había capturado personalmente el año anterior en la Batalla de Mirebeau. William fue sospechoso de estar implicado en la desaparición y la muerte de Arturo, pese a que nunca salieron a la luz pruebas concretas, aunque sí de que al menos estaba enterado del asunto. William estaba con Juan en Normandía cuando Arturo fue encarcelado, y se alega que Arturo sufrió el mismo destino que los príncipes galeses de Abergavenny. Después de la desaparición de Arturo, De Braose sirvió en la guerra de 1204 contra Felipe II de Francia.

## Favorito real
Fue muy favorecido por Juan I a comienzos de su reinado. El rey le concedió todo lo que pudiera conquistar a los galeses en Radnorshire, el señorío de Limerick en Irlanda (excepto la propia ciudad), posesión del castillo de Glamorgan, y el Señorío de Gower y sus castillos.

A comienzo de  1200, Juan privó a Theobald Walter, I Barón Butler de todos sus cargos y tierras en Irlanda por sus irregularidades como sheriff. Sus tierras no le fueron restauradas hasta enero de 1202. Un manuscrito en la Biblioteca Nacional de Irlanda señala a William como el agente de su restauración:
"Concesión por William de Braosa, (sénior) a Theobald Walter (le Botiller) del burgo de Kildelon (Killaloe) ... El cantred de Elykaruel (las baronías de Clonlisk y Ballybritt, Co. Offaly), Eliogarty, Ormond, Ara y Oioney, etc. 1201."
"Elykaruel" se refiere al tuath gaélico de "Ely O'Carroll", que abarcaba la parte sur del Condado Offaly y la parte norte de Tipperary (en Ikerrin). Los otros cantreds nombrados son probablemente las baronías modernas de Eliogarty, Ormond Upper, Ormond Lower y Owney y Arra en Condado Tipperary.
Antes de 1206 William reclamó exitosamente la mitad de la baronía de Totnes de Henry de Nonant, cuya familia la había recibido tras serle expropiado a Juhel de Totnes.
En 1206, tras cumplir su servicio en Francia, Juan entregó a William de Braose los tres grandes castillos de Gwent (Skenfrith, Grosmont, y White Castle). Estos han sido interpretados como sobornos por mantener el secreto sobre la muerte de Arturo, visto por muchos como el heredero legítimo al trono ocupado por Juan I.

## Persecución real y muerte en el exilio

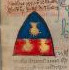
El escudo de armas atribuido a William en Cambridge, Corpus Christi College, Biblioteca Parker MS 16 II (Chronica Majora).
Las armas están invertidos para indicar la muerte de William.

Poco después, William de Braose perdió el favor del rey. Las razones precisas permanecen oscuras, pese a que Juan cita deudas de Braose con la Corona por sus propiedades, pero las acciones del Rey fueron mucho más allá de lo que hubiera sido necesario para recobrar una deuda. Se apropió de las propiedades de  de Braose en Sussex y Devon, y envió una fuerza a invadir Gales para ocupar los territorios de Braose en la zona. Aún más, buscó a la mujer de Braose, Maud de St. Valery, quien, según se cuenta, no escondía su opinión de que el rey Juan había asesinado a Arturo de Bretaña.
De Braose huyó a Irlanda, y regresó a Gales cuando el rey Juan dio orden de capturarle en Irlanda.  En Gales, William se aslió con el Príncipe galés Llywelyn el Grande, y le ayudó en su rebelión contra los ingleses.
En 1210, William de Braose abandonó Gales disfrazado de mendigo y pasó a Francia. Su mujer y su primogénito fueron capturados. William murió al año siguiente en agosto de 1211 en Corbeil, Francia y fue enterrado en la Abadía de San Victor en París por un amigo suyo exiliado y enemigo del rey, Stephen Langton, Arzobispo de Canterbury. Sus esperanzas de regresar vivo a Gales para ser enterrado en Brecon no pudieron ser cumplidas. Su mujer y su hijo fueron supuestamente asesinados por el Juan I, posiblemente emparedados, durante su prisión en los castillos de Windsor y Corfe en 1210.
Mientras William había despertado los celos de los otros barones durante su ascenso, lo violento y arbitrario de su caída creó un profundo descontento y jugó un papel en la rebeliones de los barones de la siguiente década. El historiador Sidney Painter de Sidney, en su biografía del rey Juan I lo llamó "el error más grande que Juan cometió durante su reinado, ya que el Rey reveló a sus Barones de una vez por todas su capacidad para la crueldad."

## El apellido de Braose
El primogénito de William de Braose, William, se casó con Maud (Matilda) de Clare (ca. 1184–1213), hija de Richard de Clare, III conde de Hertford. Este William fue capturado con su madre y muerto de hambre en 1210. Había engendrado cuatro hijos, John, Giles, Philip y Walter y a pesar de que también fueron encarcelados, fueron liberados en 1218. Se dice que el mayor, John, fue llevado en secreto a Gower, por un aliado o seguidor galés. Tras su liberación, fue protegido por su tío Giles de Braose.  John reclamó los títulos y propiedades de su padre y, aunque los tribunales fallaron en su contra, otro de sus tíos, Reginald de Braose le cedió por una convención legal las Baronías de Gower y Bramber por un pago. Esto permitió a John establecer a su familia para tratar de mantener su poder e influencia en el futuro.

## Dinastía posterior
Su hijo mediano, Giles de Braose, se exilió en Francia hasta 1213, fue Obispo de Hereford desde 1200 hasta su muerte en 1215. Hizo las paces con Juan I y preparó acuerdos para recuperar los territorios de los de Braose en 1215, pero también negoció con el galés Llywelyn el Grande. Murió en 1215 antes de poder volver a sus tierras.
El tercer hijo de William, Reginald de Braose readquirió las tierras y los títulos de su padre tomándolos por la fuerza tras la muerte de Giles. Reginald no llegó a ningún acuerdo con la Corona hasta 1217 con el nuevo rey Enrique III, tras la muerte del rey Juan. Esto provocó las iras de Llywelyn el Grande que tenía un acuerdo con Giles de Braose y este aparente doblez llevó al galés a atacar las posesiones de los de Braose en Brecon y Abergavenny y Gower. Reginald de Braose murió en 1228.
La hija mayor de William, Matilda/Maud se casó con el príncipe galés, Gruffydd ap Rhys II de Deheubarth. 
Otra de sus hijas, Margaret, contrajo matrimonio con Walter de Lacy, Señor de Meath en Irlanda, otro poderoso Lord de Marca.

## Ficción
La historia de la muerte de Maud de Braose y el conflicto de su familia con Juan sin Tierra ha sido el tema de varias novelas, destacando Señora del Heno de Barbara Erskine. Erskine describe la vida de Maud enviando a una mujer del siglo XX al siglo XII mediante una regresión psicológica.